# Peter Polis

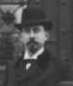
Peter Polis 1901

Peter Hermann Johann Polis (* 22. November 1869 in Aachen; † 2. November 1929 ebenda) war ein deutscher Meteorologe sowie langjähriger Direktor des Meteorologischen Observatoriums Aachen. 

## Leben und Wirken

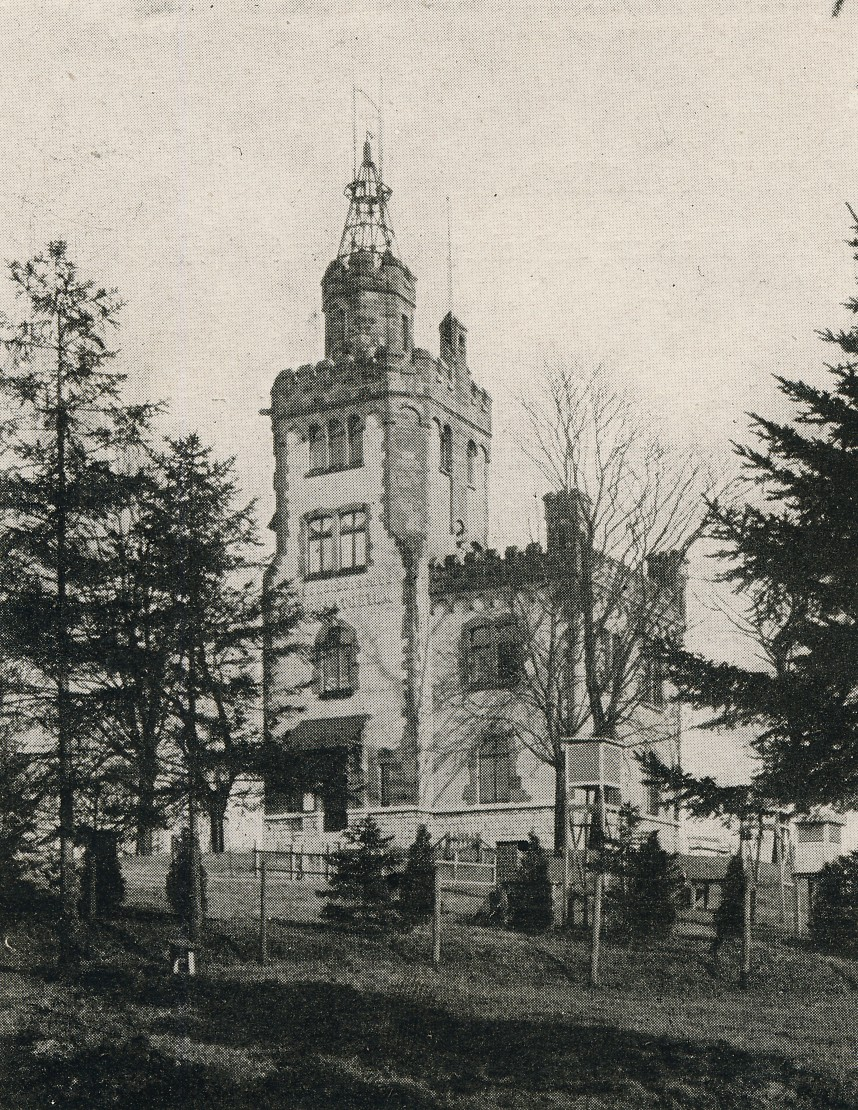
Meteorologisches Observatorium Aachen, Dienstgebäude im Stadtgarten Aachen von Peter Polis

Nach seiner Schulzeit studierte der Sohn des Aachener Tuchfabrikanten Jean Polis von 1889 bis 1891 Meteorologie an den Universitäten in Freiburg im Breisgau und in Bonn. In Freiburg lernte er auch seine Frau Frida Zahn kennen, mit der er später vier gemeinsame Töchter hatte. Nach seinem Examen beschäftigte ihn sein Vater vorübergehend in seiner Fabrik, bevor Polis 1894 als Vorsteher der meteorologischen Station Aachen, die ab 1895 den Status eines meteorologischen Observatoriums erhielt, übernommen wurde. In dieser Funktion war er von 1895 bis 1915 auch Herausgeber der Deutschen Meteorologischen Jahrbücher für den Raum Aachen. Vor dem Jahr 1898 wechselte Polis zur Universität Basel, wo er im Jahr 1898 seine Promotion ablegte. Anschließend folgte er einem Ruf an die RWTH Aachen, wo er sich zunächst habilitierte und sodann als Privatdozent übernommen wurde. Ein Jahr später wurde er zum Direktor des meteorologischen Observatoriums Aachen ernannt. Im April 1901 gehörte Polis auf Einladung von Georg Gerland zur deutschen Delegation für die Erste Internationale Konferenz für Seismologie in Strassburg, auf der die zwei Jahre später erfolgte Gründung der Internationalen seismologischen Gesellschaft, der heutigen International Association of Seismology and Physics of the Earth’s Interior, sowie die Errichtung einer Hauptstation für Erdbebenforschung in Straßburg beschlossen wurden. Darüber hinaus übertrug man Polis ab 1906 die Leitung des öffentlichen Wetterdienstes der Stadt Aachen. 
In jenen Jahren erforschte er intensiv die Wetterverhältnisse für die Seefahrt, insbesondere für die Trans-Atlantikrouten nach Amerika, sowie für die Luftschifffahrt, wobei er sich als Pionier für die luftfahrtbezogene Meteorologie insbesondere das Vertrauen der Militärluftschiffer erwarb. Auf mehreren Dienstreisen zum Büro für Wetterdienste im Department of Agriculture der amerikanischen Regierung in Washington, D.C., die für ihn zugleich auch Forschungsreisen waren, setzte sich Polis maßgeblich für eine gemeinsame Kooperation zur Einrichtung drahtloser telegraphischer Wettervorhersagen mit Hilfe von ausgewählten Handels- oder Postschiffen und damit für mehrfach tägliche und schnelle Wettervorhersagen ein. Dies untermauerte er während seiner verschiedenen Überfahrten mit zahlreichen Testläufen, an denen bis zu neun Schiffe beteiligt waren, sowie detailgenaue Forschungsberichte über die aktuellen Seewetterlagen. Aus dieser Idee heraus entstanden später die stationären und von den Anrainerstaaten der Ozeane betriebenen Wetterschiffe, die auch als medizinische Notstationen und Einsatzplattformen für Rettungsflugzeuge dienten und wiederum in der heutigen Zeit durch Satellitenbeobachtung abgelöst wurden. Mit seinen deutsch-amerikanischen Verhandlungen war Polis damit auf internationaler Ebene bereits einen Schritt weiter als die Deutsche Seewarte, die vorwiegend für die Nord- und Ostsee sowie das Europäische Nordmeer zuständig war.
Darüber hinaus gehörte Polis zu den Mit-Initiatoren, die die wissenschaftlich-technischen Forschungen im Bereich Flugzeugbau der Technischen Hochschule, das entsprechende öffentliche Interesse sowie die notwendige Koordination eines geplanten Langstreckenflugs nach Berlin zusammenführten, wodurch es am 12. März 1911 zur Gründung des Aachener Vereins für Luftschifffahrt kam. Vier wissenschaftliche Vereine, der Aachener Bezirksverband im Verein Deutscher Ingenieure, die Gesellschaft für Erd- und Witterungskunde, die naturwissenschaftliche Vereinigung zu Aachen und der Elektrotechnische Verein sowie 76 Privatpersonen, darunter neben Polis die Professoren Junkers, Reissner, Hertwig, Frentzen, Wallichs, Rötscher, der Flugpionier Erich Lochner, der amtierende Oberbürgermeister Veltmann, Behördenvertreter, Stadtverordnete, Offiziere und sogar acht Ehefrauen, darunter die Damen Lochner, Polis, Rötscher, Reissner und Delius, zählten zu den Unterzeichnern der Gründungsurkunde. Mehr als 170 Mitglieder traten dem Verein bei und Peter Polis wurde in den ersten Vereinsvorstand gewählt.
Nach einer längeren Unterbrechung auf Grund des Ersten Weltkrieges und zwischenzeitlicher Dozententätigkeit an der Landwirtschaftlichen Hochschule Bonn-Poppelsdorf, wurde Polis 1922, jetzt als außerordentlicher Professor, wieder an die RWTH Aachen berufen. Noch im gleichen Jahr, am 19. September 1922, gehörte Polis in Leipzig zu den Gründungsmitgliedern der Deutschen seismologischen Gesellschaft, der heutigen Deutschen Geophysikalischen Gesellschaft, die auf Anregung von Emil Wiechert zustande kam. Nur sieben Jahre später verstarb Polis im Alter von lediglich fast sechzig Jahren und wurde auf dem Aachener Ostfriedhof begraben.

## Werke (Auswahl)
- Über wissenschaftliche Ballonfahrten und deren Deutung für die Physik der Atmosphäre; 1896
- Die Strömungen der Luft in den barometrischen Minima und Maxima : ein Beitrag zur Theorie der Cyclonen und Anticyclonen, Basel, Univ. Diss. 1899
- Zur Klimatologie Aachens : Resultate der in den Jahren 1829–1989 angestellten meteorologischen Beobachtungen zusammengestellt; 28 Tab., Aachen : Barth, 1890
- Wolkentafeln : sechzehn Bilder in Lichtdruck, Karlsruhe : Braun, 1899
- Die Niederschlagsverhältnisse der mittleren Rheinprovinz und der Nachbargebiete, Stuttgart : Engelhorn, 1899
- Witterungskunde; Anleitung zur Beurteilung und Voraussage der Witterung; 1900
- Der Wetterdienst und die Meteorologie in den Vereinigten Staaten von Amerika und in Canada, Berlin : Parey, 1908
- Die Methode der Pilotballonmessung für Aerologie und Luftschifffahrt, Archiv der Stadt Aachen, 1910
- Erläuternder Text zur Niederschlagskarte des Rheinstromgebietes. Veröffentlichen des Meteorologischen Observatoriums Aachen, Leipzig, Wagner & Debes, 1928
- Deutsches Meteorologisches Jahrbuch für Aachen; Jahrgänge I bis XXI (1896–1915); 19 Hefte; Verlag g. Braun, Karlsruhe